# Май Сурена
Май (Мауес, Мога) (грец. Μαύης, кхар. mogasa / moa) — перший наразі відомий представник царського роду Сурена та цар царів саків сакаравалів, відомий передусім з нумізматичних та коротких епіграфічних джерел.
Щодо датування правління Мая, то наразі його панування відносять до ~120 — 85/80 рр. до н. е. Ця думка ґрунтується в першу чергу на аналізі та систематизації нумізматичного матеріалу та на припущенні, що Май оголосив себе царем царів одночасно (чи близько) з часом прийняття цього титулу Аршакідом Мітрідатом II, хоча думка про прийняття титулу цар царів в останні роки життя чи після смерті згаданого царя Парфії залишається вельми ймовірною.
Отже, аналіз нумізматичного матеріалу, окрім датування, став підґрунтям для наступних припущень:
1. ймовірно, перші території, які були підвладні Маю, знаходилися у межах сучасних провінцій Хазараджат та східній частині Кашміру;
2. подальша експансія відбувалася на початку у західному та північно-західному напрямках — у західну частину Кашміру, до Таксили;
3. у відносинах між Маєм та грецькими (чи індо-грецькими) царками регіону переважав мирний характер, який відповідав політиці, свого часу започаткованої Олександром Македонським;
4. відомі з нумізматичних джерел регіональні правителі з грецькими іменами були переважно сакаравалами й походили з еліно-сакських родів;
5. ступінь залежності окремих правителів, підвладних царю-царів, відповідав авторитету власне персони, яка носила цей титул — від безумовної до номінальної.

В останні роки правління Мая одна з груп залежних від нього сакаравалів перетнула Гіндукуш та почала розселятися у Сінді. Це започаткувало подальшу експансію сакаравлів, а, згодом, й кушан до північної та західної Індії.

### Майв епіграфічних джерелах
- CKI 46 [Архівовано 14 серпня 2017 у Wayback Machine.] — посвята на пластині, відома як «Напис Моги», писана кхароштхі.

| У сімдесят восьмий, 78, рік великого Царя, Великого Мога, на п'ятий, 5, день місяця Панемос, вперше, Кшагарат Чухса та Кшатрап, Ліака Кусулака на ім'я, його син Патіка, від міста Тахшасіла північніше, східніше, Кшема за назвою. У цьому місці Патіка встановлює, (що раніше не) встановив, святиню Господа Шак'ямуні та храм, через Рогінімітра, який наглядач будівництва цього храму. Для вшанування усіх Будд… |
- CKI 41 [Архівовано 20 березня 2017 у Wayback Machine.] — moasa — Моа (Май)

## Додатково
- Монети Мая [Архівовано 13 березня 2017 у Wayback Machine.]
- Монети Мая [Архівовано 26 січня 2017 у Wayback Machine.]